# Rio Casele Creek
O Rio Casele Creek é um rio da Romênia, afluente do Mureş, localizado no distrito de Mureş.